# Final de la Liga Europa de la UEFA 2010-11

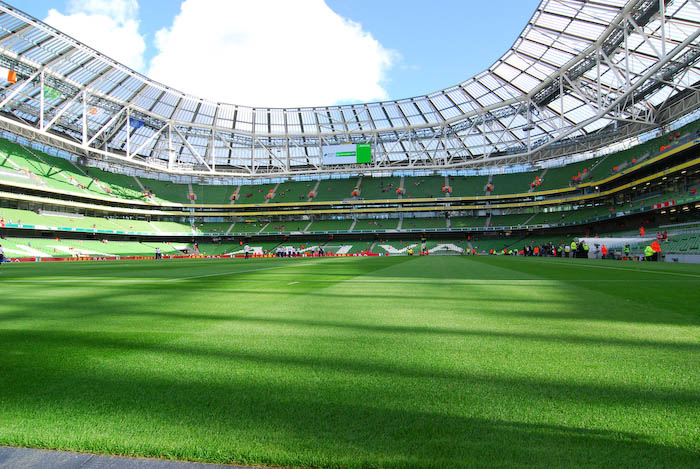
Estadio Aviva.

La final de la UEFA Europa League 2010-2011 fue el último partido de la 40.ª edición de la UEFA Europa League. Se jugó en el Estadio Aviva, Dublín, Irlanda, el 18 de mayo de 2011. Debido a las normas de la UEFA contra el patrocinio de las empresas que no pertenecen a la federación, al estadio se lo conoció como el Dublín Arena para la final. El partido fue protagonizado entre los equipos portugueses de Fútbol Club Oporto y Sporting Clube de Braga. El FC Oporto se coronó campeón al vencer al SC de Braga por 1-0 con gol de Radamel Falcao García.
La sede de la final se decidió el 29 de enero de 2009, siendo los postulantes el Emirates Stadium y el Estadio Aviva. Cuando el estadio de Wembley fue anunciado como el anfitrión para la final de la Liga de Campeones, el Estadio Aviva se eligió como sede ya que la misma nación no puede albergar las finales de ambos torneos continentales en el mismo año.
Los ganadores jugarán contra los ganadores de la Liga de Campeones de la UEFA 2010-11, la Supercopa de Europa 2011.

## El partido
| 1          | POR        | Helton            |     |
| 21         | DEF        | Cristian Săpunaru |     |
| 14         | DEF        | Rolando           |     |
| 30         | DEF        | Nicolás Otamendi  |     |
| 5          | DEF        | Álvaro Pereira    |     |
| 25         | MED        | Fernando Reges    |     |
| 6          | MED        | Freddy Guarín     | 73' |
| 8          | MED        | João Moutinho     |     |
| 12         | DEL        | Hulk              |     |
| 17         | DEL        | Silvestre Varela  | 79' |
| 9          | DEL        | Radamel Falcao    |     |
| Entrenador | Entrenador | André Villas Boas |     |

| 1          | POR        | Arthur Moraes      |     |
| 15         | DEF        | Miguel Garcia      |     |
| 3          | DEF        | Paulão             |     |
| 2          | DEF        | Alberto Rodríguez  | 46' |
| 28         | DEF        | Sílvio Pereira     |     |
| 27         | MED        | Custódio Castro    |     |
| 88         | MED        | Vandinho           |     |
| 45         | MED        | Hugo Viana         | 46' |
| 30         | DEL        | Alan Osório        |     |
| 9          | DEL        | Paulo César        |     |
| 18         | DEL        | Lima               | 66' |
| Entrenador | Entrenador | Domingos Paciência |     |

| 7  | MED | Fernando Belluschi | 73' |
| 19 | MED | James Rodríguez    | 79' |

| 4  | DEF | Kaká          | 46' |
| 8  | MED | Mossoró       | 46' |
| 19 | DEF | Albert Meyong | 66' |

| Anotado | 44' | Radamel Falcao | 1–0 |

| Amonestado | 49'   | Cristian Săpunaru |
| Amonestado | 90'   | Helton            |
| Amonestado | 90'+3 | Rolando           |

| Amonestado | 24' | Hugo Viana    |
| Amonestado | 30' | Sílvio        |
| Amonestado | 55' | Miguel Garcia |
| Amonestado | 59' | Mossoró       |
| Amonestado | 80' | Kaká          |

| Árbitro                      | Carlos Velasco Carballo  |
| Asistentes de línea de banda | Roberto Alonso Fernández |
| Asistentes de línea de banda | Jesús Calvo Guadamuro    |
| Asistentes de línea de gol   | Carlos Clos Gómez        |
| Asistentes de línea de gol   | Antonio Rubinos Pérez    |
| Cuarto árbitro               | David Fernández Borbalán |

| 1          | POR        | Helton            |     |
| 21         | DEF        | Cristian Săpunaru |     |
| 14         | DEF        | Rolando           |     |
| 30         | DEF        | Nicolás Otamendi  |     |
| 5          | DEF        | Álvaro Pereira    |     |
| 25         | MED        | Fernando Reges    |     |
| 6          | MED        | Freddy Guarín     | 73' |
| 8          | MED        | João Moutinho     |     |
| 12         | DEL        | Hulk              |     |
| 17         | DEL        | Silvestre Varela  | 79' |
| 9          | DEL        | Radamel Falcao    |     |
| Entrenador | Entrenador | André Villas Boas |     |

| 1          | POR        | Arthur Moraes      |     |
| 15         | DEF        | Miguel Garcia      |     |
| 3          | DEF        | Paulão             |     |
| 2          | DEF        | Alberto Rodríguez  | 46' |
| 28         | DEF        | Sílvio Pereira     |     |
| 27         | MED        | Custódio Castro    |     |
| 88         | MED        | Vandinho           |     |
| 45         | MED        | Hugo Viana         | 46' |
| 30         | DEL        | Alan Osório        |     |
| 9          | DEL        | Paulo César        |     |
| 18         | DEL        | Lima               | 66' |
| Entrenador | Entrenador | Domingos Paciência |     |

| 7  | MED | Fernando Belluschi | 73' |
| 19 | MED | James Rodríguez    | 79' |

| 4  | DEF | Kaká          | 46' |
| 8  | MED | Mossoró       | 46' |
| 19 | DEF | Albert Meyong | 66' |

| Anotado | 44' | Radamel Falcao | 1–0 |

| Amonestado | 49'   | Cristian Săpunaru |
| Amonestado | 90'   | Helton            |
| Amonestado | 90'+3 | Rolando           |

| Amonestado | 24' | Hugo Viana    |
| Amonestado | 30' | Sílvio        |
| Amonestado | 55' | Miguel Garcia |
| Amonestado | 59' | Mossoró       |
| Amonestado | 80' | Kaká          |

| Árbitro                      | Carlos Velasco Carballo  |
| Asistentes de línea de banda | Roberto Alonso Fernández |
| Asistentes de línea de banda | Jesús Calvo Guadamuro    |
| Asistentes de línea de gol   | Carlos Clos Gómez        |
| Asistentes de línea de gol   | Antonio Rubinos Pérez    |
| Cuarto árbitro               | David Fernández Borbalán |

| \| Estadísticas \| FC Oporto \| SC Braga \| \| ------------------ \| --------- \| -------- \| \| Goles \| 1 \| 0 \| \| Remates \| 8 \| 9 \| \| Remates al arco \| 1 \| 3 \| \| Posesión del balón \| 55% \| 45% \| \| Tiros de esquina \| 7 \| 3 \| \| Faltas \| 23 \| 19 \| \| Fueras de juego \| 4 \| 6 \| \| Amonestaciones \| 3 \| 5 \| \| Expulsiones \| 0 \| 0 \| | Alineación inicial |          |
| Estadísticas | FC Oporto          | SC Braga |
| Goles | 1                  | 0        |
| Remates | 8                  | 9        |
| Remates al arco | 1                  | 3        |
| Posesión del balón | 55%                | 45%      |
| Tiros de esquina | 7                  | 3        |
| Faltas | 23                 | 19       |
| Fueras de juego | 4                  | 6        |
| Amonestaciones | 3                  | 5        |
| Expulsiones | 0                  | 0        |

|                             |
| Bandera de Portugal         |
| Campeón FC Porto 2.º título |

- Datos: Q579905